# Minhurièta Erreka
Der Minhurièta Erreka ist ein kleiner Fluss in Frankreich, der im Département Pyrénées-Atlantiques in der Region Nouvelle-Aquitaine verläuft. Er entspringt unter dem Namen Xurrutuko Erreka im südwestlichen Gemeindegebiet von Béguios, entwässert generell Richtung Nordnordost durch das Französische Baskenland und mündet nach rund 16 Kilometern im Gemeindegebiet von Bergouey-Viellenave als linker Nebenfluss in die Bidouze.

## Orte am Fluss
(Reihenfolge in Fließrichtung)
- Bordaberria, Gemeinde Béguios
- Béguios
- Sumberraute, Gemeinde Luxe-Sumberraute
- Othacéhia, Gemeinde Masparraute
- Maître, Gemeinde Labets-Biscay
- Viellenave sur Bidouze, Gemeinde Bergouey-Viellenave